# Norwegian Cruise Line
La Norwegian Cruise Line est une compagnie maritime américaine de navires de croisière, basée à Miami en Floride.

## Histoire
Elle a été créée sous le nom de la Norwegian Caribbean Lines en 1966 par Knut Kloster et Ted Arison, avec un seul navire de croisière/ferry de 830 tonnes offrant des croisières bon marché dans les Caraïbes. Arison quitta assez rapidement la compagnie pour créer la Carnival Cruise Lines, alors que Kloster faisait l'acquisition de navires supplémentaires toujours pour les Caraïbes.  NCL devint pionnier dans le domaine de la croisière, innovant avec par exemple la première Out Island Cruise, combinant un billet d'avion bon marché et une croisière aux Caraïbes, première compagnie également à développer des nouveaux ports dans les Caraïbes, comme celui d'Ocho Rios en  Jamaïque. Comme le premier Sunward de 1966, le second navire de la NCL, le Starward avait la possibilité de transporter des automobiles. Plus tard, cet espace sera occupé par des cabines supplémentaires et un théâtre.   
NCL se fit surtout connaître en rachetant le France en 1979, réaménageant ce transatlantique en navire de croisière et le rebaptisant Norway. La reconversion coûtera plus de 100 millions de dollars. Le Norway était nettement plus grand que n'importe quel navire de croisière existant alors et l'espace supplémentaire fut exploité par la création d'une série d'aménagements de loisirs inhabituels à l'époque. Son succès ouvrit le chemin aux bateaux de croisière géants. Mais l'explosion d'une chaudière en mai 2003 força la NCL à retirer le Norway du service, le laissant à Bremerhaven en Allemagne jusqu'en 2005 où il fut alors remorqué jusqu'au port de Klang, puis plus tard échoué à Alang en août 2006, attendant l'autorisation de la Cour suprême indienne pour être démoli ou pour devoir quitter les eaux indiennes. 
NCL a ensuite étendu ses domaines de croisières à l'Alaska, l'Europe, les Bermudes et Hawaï (NCL America, Inc.).
Sa filiale Orient Line, créée en 1991 pour exploiter le Marco Polo fut acquise en 1998. NCL fut elle-même reprise en 2000 par Star Cruises, filiale d'un groupe malaisien Genting Group, Récemment, il y aurait des discussions pour revendre Orient Lines.